# Johannes L. Madsen
Johannes Lund Madsen (født 20. november 1942 i Århus, død 28. juni 2000 i Aarup på Fyn) var dansk forfatter.
Johannes L. Madsen benyttede flere pseudonymer: Johs. L. Madsen, Iohannes L. Madsen, Johannes eL Madsen, Johs. Lund m.fl.

## Liv og værk
Væsentlig, men også my(s)tisk skikkelse i nyere dansk digtning historie, som i løbet af sit virke – der strækker sig fra 1965 – 1975 – vekslede imellem usynlighed og veltimet opdukken midt i de kulturelle brændpunkter.
Der findes ikke megen tilgængelig information om Madsens liv, men ifølge ham selv vaktes interessen for litteraturen, især Morten Nielsen og Willard Motley, under et kortvarigt fængselsophold, jf. Ulrik Gräs. Kort efter blev han selv 'opdaget' af den jævnaldrene digter Vagn Steen og forlæggeren Martin Berg.
Madsen tog sit udgangspunkt i konkretismen med den officielle debutsamling "A B Se digte" 1965 og følgende to samlinger Og & og 1966, I sig selv 1968 men havde sit egentlige kunstneriske gennembrud med digtsamlingen Nedspildt spruttende af syre 1969. I den forbindelse skrev Poul Borum at han (Madsen) nu ikke længere bare var en 'konkretissemand', og også Per Højholt var behørigt imponeret i sin anmeldelse.
Op til 1975 udgav Madsen en håndfuld formelt eksperimenterende romaner (i denne betegnelses bredeste forstand), digtsamlinger, skuespil og børnebøger.
Fra omkring 1980 tav Johannes L. Madsen næsten helt som forfatter, og udgav indtil sin død kun en børnebog, nogle få bidrag til antologier og tidsskrifter, samt (endnu) en selvudgivelse; en pamflet betitlet Atomenergi og grundstofbalance, oprindeligt udgivet i 1976, men udgivet i genudgivet i revideret udgave i 1983. Pamfletten beskæftiger sig med muligheden af dommedag grundet menneskets brug af atomkraft. Grundstoffer forflyttes, således at der kommer 'uorden' i naturens regnskab. Disse spekulationer, samt andre underbygges af særdeles komplicerede og/eller uforståelige matematiske formler og udregninger.
Igennem hele sin aktive periode som forfatter benyttede Madsen store kvanta bevidsthedsudvidende stoffer, og er derfor også blevet kendt for sin egen subgenre, syredigtning, jf. Dan Turell og vennen Knud Holten. Mest rimeligt kan han dog i sin digtning sammenlignes med Arthur Rimbaud, i brugen af sprængte gloser og et helt ny standard for beskrivelse af oplevelse.
Madsens liv var bl.a. som følge heraf præget af store menneskelige nedture, men også uforlignelig poesi, og han har derfor fået en eftermæle som poet maudite, eller seer.
Madsen var tidligt interesseret i tal og tilfældighedsorganiseringer, og udgav bl.a. ved hjælp af en "orakelmaskine" bogen Hvad ser diamanter, der består af 1432 tilfældige udsagn. På sine ældre år var han stærkt optaget af hemmelige formler og udregninger (jf. føromtalte pamflet), og han skal således have skrevet sin egen dødsdato på tapetet.
Hvorvidt disse udregninger bragte svaret på det universelle, eller blot antyder en mere eller mindre excentrisk adfærd, givet på grund af det konstante indtag af LSD, hash m.v. er i denne forbindelse underordnet.

## Eftermæle
Givet er det, at Madsen i sin levetid forblev en ukendt person i den brede offentlighed, men på grund af sit smukke og voldsomme sprog nød en form for tilværelse som digternes digter.
Anmelderen og digteren Poul Borum karakteriserede således Madsens værker:
"Jeg nærer ikke den ringeste tvivl om disse bøgers genialitet, deres fuldstændige enestående sprogkraft og deres lynglimt af indsigter. Men samtidig må man også sige, at de er komplet ubegribelige (...) Som læser tænker man ofte: manden er jo hvinende gal, men så tænker man også: O.K., hvis han kan holde det ud, så kan jeg som læser også (...) Disse bøger er nogle af de mærkeligste og mest fascinerende i nyere dansk litteratur, ikke blot kunstnerisk, men også som en filosofisk udfordring (...) Det er virkelig helt korporligt rigtigt, når Johannes L. Madsen et sted i sin (foreløbig) sidste digtsamling siger: "skriver med et brændglas".
in: "Danske digtere idet 20. århundrede", bd. 5, 1982.
Det blev dog ikke til ret meget mere, og de sidste mange år, levede Johannes L. Madsen en lidt forhutlet tilværelse på Vestfyn, indtil sin for tidlige død. Op imod årtusindskiftet genopdagedes han imidlertid af en gruppe yngre litterater med anmelderen Lars Bukdahl i spidsen, til dennes udtalte ærgrelse døde forfatteren dog, inden man rigtig kunne nå at hylde ham.
Posthumt voksede interessen for Madsens liv og værk dog stærkt i det litterære miljø, 2003 udkom hans værker, Johannes L. Madsen Samlede, kaldet JLM på Forlaget Arena, ved Madsens søn Eli I. Lund ligesom der blev produceret en CD, Smarte pletter mellem fingrene med oplæsninger af hans digte ved blandt andre Klaus Rifbjerg og Jørgen Leth, produceret af Halfdan E og Martin G.
I 2015 udkom Digte 1969–1979 på forlaget Axonberry som interaktiv e-bog til læsning igennem forlaget og iBooks med Johannes L. Madsens fem surreelle digtsamlinger og 19 kompositioner af Halfdan E & Martin G.

## Værker
- 1965 20 Opdigte (Selvudgiven mappe indeholdende 20 A4 sider)
- 1965 A B Se Digte, Berg (Officiel debut)
- 1965 Et stykke om et stykke, Aarhus Studenterscene (Skuespil, 1-akter)
- 1966 Og & og, Berg
- 1968 I sig selv, Berg
- 1969 Nedspildt spruttende af syre, Arena Sub-Pub (Eget tryk)
- 1969 Godmorgen Jord – din gamle forvandlingskugle, Arena Sub-Pub (Eget tryk)
- 1970 Smarte pletter mellem fingrene, Arena Sub-Pub (Eget tryk)
- 1970 For en person med verbale pupiller, Arena
- 1970 Pulterkammeret, Forlaget Drama (Skuespil)
- 1971 Hvad ser diamanter, Arena (Tilfældighedspoesi)
- 1972 Magikerne, Attika (Roman)
- 1974 Er skriften løgn, fordi lysets baggrund altid er sort?, Sommersko
- 1975 Min fuldautomatiske pen, Swing
- 1983 Læs igen bog, Borgen (Børnebog)
- 1983 Stjernebarnet, in: Fantastiske fortællinger, Gyldendal (Antologi)

- 2003 JLM – Johannes L. Madsen Samlede, Arena (posthumt) ISBN 87-7405-027-3
- 2015 Digte 1969–1979, Axonberry (Interaktiv e-bog)

Tillige en mængde efterladte manuskripter og papirer (bl.a. set hos Arnold Busck Antikvariat og Booktrader, København 2007) samt digte og anden skrift trykt i diverse tidsskrifter